# BR-030
BR-030 é uma rodovia federal brasileira que tem seu início na capital do País, Brasília, no Distrito Federal, e passa pelo estado de Goiás e Minas Gerais, cortando a Bahia, entre as regiões Leste e Oeste do estado. A rodovia é uma importante via de escoamento da produção de grãos de parte do Leste de Goiás e Oeste da Bahia e boa parte da produção mineral do Centro-Sul deste estado, também liga pontos turísticos do Leste Baiano, como o distrito de Barra Grande e Campinho, no município de Maraú. Muitas vezes é apelidada de BA-030, pelos baianos, pois grande parte dela está presente na Bahia. Na região, é conhecida também como Rodovia Bahia – Brasília.

## História
A rodovia BR-030 teve seu primeiro projeto traçado na década de 1970, visando ligar a cidade de Brasília às regiões portuárias do litoral baiano, especificamente Maraú. Isso aconteceu graças às políticas de desenvolvimento ou projetos de integração nacional, ocorridos entre 1950 e 1970. Foi exatamente nestas épocas que ocorreu o chamado surto do "Rodoviarismo" no Brasil, período em que muitas rodovias foram construídas. O traçado original da BR-030 correspondia a 748,1 quilômetros. Mesmo depois de tanto tempo, a rodovia nunca foi totalmente pavimentada, e, ao longo da sua história, sempre há notícias de trechos sendo anunciados como asfaltados. Apenas cerca de 270 quilômetros são pavimentados, entre os municípios de Carinhanha, Malhada, Palmas de Monte Alto, Guanambi, Caetité, Lagoa Real, Brumado e Tanhaçu.

## Localização
A rodovia, de acordo com imagens de satélite, fica entre as cidades de Brasília e Maraú, perpassando o interior do estado, cortando as cidades de Cocos, Feira da Mata, Carinhanha, Palmas de Monte Alto, Guanambi, Caetité, Brumado, Caetanos, Bom Jesus da Serra, Boa Nova, Dário Meira, Ubaitaba, entre outras cidades e distritos, finalizando no distrito de Campinho, no município de Maraú.